# سنفونیا کنسرتانت

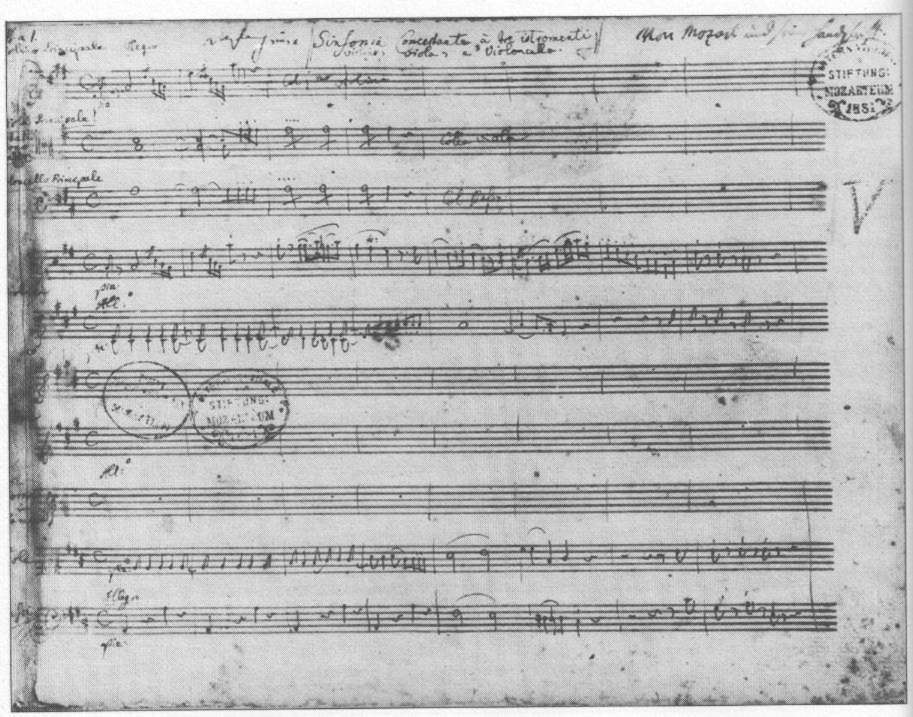
تصویر نسخۀ دست‌نویس کنسرتانت (K.V. 364)، اثرِ موتسارت

سنفونیا کُنسِرتانت (انگلیسی: Sinfonia concertante) یک اثر ارکسترال است و به‌طور معمول در چند موومان ساخته می‌شود که در بخش‌هایی از آن دو یا چند ساز سولو وجود دارد و در نقطهٔ مقابل یک ارکستر کامل قرار می‌گیرد. «سنفونیا کنسرتانت» از فرم کنسرتو گروسو در دوره باروک ریشه گرفته و به دوره کلاسیک راه یافت.
«سنفونیا کنسرتانت» شامل ترکیبی از موسیقی سمفونیک و فرم کنسرتو است. کنسرتویی که تعدادی از تکنوازها در آن حضور دارند، اما به‌طور مشخص متعلق به کل ارکستر هستند و مانند سولیست در کنسرتو، برتر نیستند. سنفونیا کُنسِرتانت، سرچشمهٔ کنسرتوهای دوگانه و سه‌گانه در دوره رمانتیک است.

## تاریخچه
در ابتدای دورهٔ باروک، تفاوت بین یک کنسرتو و یک «سنفونیا» (همچنین سمفونی) چندان واضح نبود. به عنوان مثال اصطلاح «سنفونیا» به عنوان یک اوورتور برای موسیقی صحنه‌ای مورد استفاده قرار می‌گرفت. آنتونیو ویوالدی کنسرتوهایی نوشت که نشان روشن و برجسته‌ای برای سولیست‌ها ندارد و در فرم «سنفونیا» نیز از لحاظ سبک‌شناسی کم و بیش قابل تشخیص نیست.
سبکی که در دورهٔ باروک به «سنفونیا کنسرتانت» نزدیک است، کنسرتو گروسو است.
در دوره کلاسیک (تقریباً ۱۷۵۰ تا ۱۸۰۰م)، سمفونی و کنسرتو معانی مشخص‌تری به دست آوردند و فرم «کنسرتو گروسو» به‌طور کلی فراموش شد. این امر در دهه‌های آخر قرن هجدهم منجر به تلاش برای تلفیق این دو سبک توسط آهنگسازانی از مکتب مانهایم شد. یوهان کریستیان باخ جوان‌ترین فرزند یوهان سباستیان باخ، از اوایل دهه ۱۷۷۰، آثاری در فرم سنفونیا کنسرتانت‌هایی را در پاریس منتشر می‌کرد. موتسارت که از سال ۱۷۷۷ با «مکتب مانهایم» آشنا شده بود و احتمالاً از انتشار آثار «یوهان کریستیان باخ» آگاه بوده و تلاش‌های زیادی را برای ساخت سنفونیا کنسرتانت انجام داد که موفق شد سنفونیا کنسرتانت برای ویولن، ویولا و ارکستر را بسازد (که در واقع تنها اثر معتبر از موتسارت در این فرم است). همچنین یوزف هایدن در سفر خود به لندن، توانست یک سنفونیا کنسرتانت برای ویولن، ویلنسل، ابوا و فاگوت را آهنگسازی کند. از آهنگسازان دورهٔ کلاسیک تعداد کمی از این سبک پیروی کرده‌اند، اما با این حال آثاری چون هارولد در ایتالیا اثر هکتور برلیوز را به این سبک نزدیک می‌دانند. بتهوون نیز اثری در این فرم نساخته‌است اما تریپل کنسرتوی وی را دارای ساختاری شبیه سنفونیا کنسرتانت احساس می‌کنند.

## یادداشت
1. ↑  Mannheim school